# Валентин Чаушеску
Валентин Чаушеску (рум. Valentin Ceauşescu; *17 лютого 1948, Бухарест) — румунський фізик, син колишнього Президента Румунії Ніколае Чаушеску і його дружини Єлени Чаушеску. У роки правління Чаушеску керував футбольним клубом «Стяуа».

## Біографія

### Сім'я та навчання
Прийомний син Ніколае Чаушеску, Президента Румунії, і його дружини Єлени. Також Валентин мав брата та сестру — Ніку — видний партійний діяч, вважався ймовірним «спадкоємцем» керівника країни і Зоя — математик.
Навчався в школі імені Петру Гроза в Бухаресті, при якій закінчив ліцей у 1965. Потім навчався на фізичному факультеті Бухарестського університету протягом двох років, після чого — в Імперському коледжі в Лондоні.
У 1970 повернувся до Румунії, влаштувався на роботу в Інститут атомної фізики в Бухаресті, де продовжує працювати до теперішнього часу.
У тому ж році, 3 липня, одружився з Йорданою Боріле, у шлюбі з якою в 1981 народився син Даніель Валентин. Шлюб був розірваний в 1988. У 1995 одружився вдруге, в новому шлюбі в 1996 народилася дочка Александра.

## Після революції
Після арешту Ніколае й Єлени Чаушеску Валентин покинув Бухарест разом з подругою і приятелем. 25 грудня 1989 після розстрілу його батьків був заарештований за звинуваченням у підриві національної економіки, перебував під арештом до серпня 1990, після чого випущений.

## Інтерв'ю
- Mega-interviu cu Valentin Ceausescu! [Архівовано 2 січня 2014 у Wayback Machine.], 30 Mai 2006, Evenimentul zilei
- AP: Ceaușescu a fost prostit de sfătuitorii săi, afirmă fiul său [Архівовано 22 березня 2012 у Wayback Machine.], 23 decembrie 2009, Ana-Maria Lazăr, Adevărul
- Otopeanu, Cristian (11 august 2009). Cristian Otopeanu, într-un dialog cu Valentin Ceaușescu: "Am unit și protejat Steaua, dar și fotbalul românesc". Gazeta Sporturilor. Архів оригіналу за 17 травня 2012. Процитовано 10 august 2011.